# Rotatie (driedimensionaal)
Een rotatie in de driedimensionale ruimte is een afbeelding die alle punten om een vaste as, de rotatieas, draait over een vaste hoek, de rotatiehoek. 
In veel gevallen kan men zich beperken tot de verzameling rotaties rondom één vast dekpunt. Zonder verlies van algemeenheid kan worden aangenomen dat dit de oorsprong van het coördinatenstelsel is. De verzameling van alle rotaties om de oorsprong staat bekend als de rotatiegroep SO(3).
De bijbehorende rotatie van een object heeft alleen betrekking op de relatie tussen de begin- en eindstand. Dit moet worden onderscheiden van rotatie van een object als proces (met tussenstanden).

## Definitie
Een rotatie kan gedefinieerd worden als een afbeelding van de ruimte naar zichzelf met de volgende eigenschappen: 
- de afbeelding is een isometrie: de afstand tussen twee willekeurige punten blijft ongewijzigd;
- de afbeelding behoudt de oriëntatie (in tegenstelling tot spiegelingen);
- de afbeelding heeft ten minste één dekpunt, d.w.z. een punt dat ongewijzigd blijft bij de rotatie (dit in tegenstelling tot schroeftransformaties).

De triviale rotatie is de identieke afbeelding.
Volgens een stelling van Euler heeft elke niet-triviale rotatie in de driedimensionale ruimte een unieke rotatieas, d.w.z. een lijn die puntsgewijs onveranderd blijft. De rotatie-as is dus de verzameling dekpunten van de rotatie.

## Rotatieas en rotatiehoek
Elke rotatie om de oorsprong kan worden beschreven als een paar {\displaystyle ({\vec {\omega }},\varphi )}, waarin {\displaystyle {\vec {\omega }}=(\omega _{x},\omega _{y},\omega _{z})} een eenheidsvector is die de richting van de rotatieas beschrijft, en {\displaystyle \varphi } de draaihoek, waarbij meestal de rechterhandregel wordt gebruikt om de positieve draairichting te koppelen aan de vector. Deze voorstelling is uniek op de volgende symmetrieën na:
- alle rotaties met {\displaystyle \varphi =0} zijn gelijk aan de triviale rotatie;
- de rotatie {\displaystyle (-{\vec {\omega }},-\varphi )} is gelijk aan de rotatie {\displaystyle ({\vec {\omega }},\varphi )};
- als de draaihoek wordt verhoogd of verlaagd met een veelvoud van {\displaystyle 360^{\circ }} levert dat dezelfde rotatie op.

Bij een rechtsdraaiend coördinatenstelsel betekent toepassing van de rechterhandregel dat bij draaiing om de
- +x-as de draaihoek positief gerekend wordt als de +y-as naar de +z-as gedraaid wordt
- +y-as de draaihoek positief gerekend wordt als de +z-as naar de +x-as gedraaid wordt
- +z-as de draaihoek positief gerekend wordt als de +x-as naar de +y-as gedraaid wordt

## Invariantie van lengtes en hoeken
Per definitie is een rotatie een isometrie, zodat de afstand tussen punten onveranderd blijft bij de rotatie. Voor ieder tweetal punten {\displaystyle x,y} geldt onder de rotatie {\displaystyle R}:
{\displaystyle d(R(x),R(y))=d(x,y)}
Rotaties om de oorsprong behouden daarom ook de lengte van vectoren:
{\displaystyle \|R({\vec {v}})\|=\|{\vec {v}}\|}
The hoek tussen twee lijnen of vectoren blijft ook onveranderd onder rotatie:
{\displaystyle \angle (R({\vec {u}}),R({\vec {v}}))=\angle ({\vec {u}},{\vec {v}})}.
Dit volgt uit het feit dat
{\displaystyle \cos \angle ({\vec {u}},{\vec {v}})={\frac {{\vec {u}}\cdot {\vec {v}}}{\|{\vec {u}}\|\ \|{\vec {v}}\|}}={\frac {\|{\vec {u}}+{\vec {v}}\|^{2}-\|{\vec {u}}\|^{2}-\|{\vec {v}}\|^{2}}{2\|{\vec {u}}\|\ \|{\vec {v}}\|}}}

## Samenstelling van rotaties
Voert men twee rotaties {\displaystyle R_{1}} en {\displaystyle R_{2}} om de oorsprong na elkaar uit, dan is het resultaat weer een rotatie om de oorsprong. De samenstelling {\displaystyle R_{2}\circ R_{1}} ("{\displaystyle R_{2}} na {\displaystyle R_{1}}"), of eenvoudigweg genoteerd als {\displaystyle R_{2}R_{1}}, is ook een rotatie om de oorsprong. Samenstelling van rotaties is niet commutatief: de volgorde waarin rotaties worden uitgevoerd kan verschil uitmaken. 
De samenstelling maakt de verzameling van alle rotaties om de oorsprong tot een groep, genaamd rotatiegroep of SO(3).
Als de rotaties plaatsvinden om dezelfde as, kunnen de rotatiehoeken eenvoudig worden opgeteld:
{\displaystyle ({\vec {\omega }},\varphi _{2})\circ ({\vec {\omega }},\varphi _{1})=({\vec {\omega }},\varphi _{2}+\varphi _{1})}
In andere gevallen is het lastiger om de nieuwe rotatieas en -hoek te berekenen. Voor zulke gevallen is het handig de rotatie voor te stellen door middel van een matrix of met behulp van Euler-Rodrigues parameters (zie hieronder).

## Directe berekening van rotaties
Rotaties om een coördinaatas zijn eenvoudig te berekenen. De volgende formules geven een rotatie om hoek {\displaystyle \phi } om de z-as:
{\displaystyle {\begin{aligned}x'&=x\ \cos \phi -y\ \sin \phi ;\\y'&=x\ \sin \phi +y\ \cos \phi ;\\z'&=z\end{aligned}}}
Voor een willekeurige rotatieas geldt de volgende vectorformule van Olinde Rodrigues:
{\displaystyle {\vec {x}}'={\vec {x}}\ \cos \phi +({\vec {\omega }}\times {\vec {x}})\ \sin \phi +{\vec {\omega }}({\vec {\omega }}\cdot {\vec {x}})\ (1-\cos \phi )}

## Matrixvoorstelling van rotaties
Een rotatie om de oorsprong is een lineaire transformatie en kan daarom worden beschreven met behulp van een rotatiematrix {\displaystyle R}. Deze matrix is orthogonaal met determinant gelijk aan 1. Het effect van de rotatie op een punt kan nu worden geschreven als een matrixvermenigvuldiging:
{\displaystyle {\vec {x}}'=R\ {\vec {x}},\quad {\text{i.e.}}\quad {\begin{bmatrix}x'\\y'\\z'\end{bmatrix}}={\begin{pmatrix}R_{xx}&R_{xy}&R_{xz}\\R_{yx}&R_{yy}&R_{yz}\\R_{zx}&R_{zy}&R_{zz}\end{pmatrix}}{\begin{bmatrix}x\\y\\z\end{bmatrix}}}
De matrices voor rotaties om de coördinaatassenas hebben de volgende standaardvorm:
Voor rotatie om de +x-as over de hoek {\displaystyle \varphi }
{\displaystyle R_{x}={\begin{pmatrix}1&0&0\\0&\cos \varphi &-\sin \varphi \\0&\sin \varphi &\cos \varphi \end{pmatrix}}}
Voor rotatie om de +y-as over de hoek {\displaystyle \varphi }
{\displaystyle R_{y}={\begin{pmatrix}\cos \varphi &0&\sin \varphi \\0&1&0\\-\sin \varphi &0&\cos \varphi \end{pmatrix}}}
Voor rotatie om de +z-as over de hoek {\displaystyle \varphi }
{\displaystyle R_{z}={\begin{pmatrix}\cos \varphi &-\sin \varphi &0\\\sin \varphi &\cos \varphi &0\\0&0&1\end{pmatrix}}}

### Algemene formule voor de rotatiematrix
Voor een algemene rotatie om de oorsprong geldt:
{\displaystyle R={\begin{pmatrix}\cos \phi +\omega _{x}^{2}\left(1-\cos \phi \right)&\omega _{x}\omega _{y}\left(1-\cos \phi \right)-\omega _{z}\sin \phi &\omega _{x}\omega _{z}\left(1-\cos \phi \right)+\omega _{y}\sin \phi \\\omega _{y}\omega _{x}\left(1-\cos \phi \right)+\omega _{z}\sin \phi &\cos \phi +\omega _{y}^{2}\left(1-\cos \phi \right)&\omega _{y}\omega _{z}\left(1-\cos \phi \right)-\omega _{x}\sin \phi \\\omega _{z}\omega _{x}\left(1-\cos \phi \right)-\omega _{y}\sin \phi &\omega _{z}\omega _{y}\left(1-\cos \phi \right)+\omega _{x}\sin \phi &\cos \phi +\omega _{z}^{2}\left(1-\cos \phi \right)\end{pmatrix}}}.
Dit kan ook als volgt worden geschreven:
{\displaystyle R=\cos \phi \ I+\sin \phi \ [{\vec {\omega }}\times ]+(1-\cos \phi )\ [{\vec {\omega }}\otimes {\vec {\omega }}]},
met
{\displaystyle I={\begin{pmatrix}1&0&0\\0&1&0\\0&0&1\end{pmatrix}},\quad [{\vec {\omega }}\times ]={\begin{pmatrix}0&-\omega _{z}&\omega _{y}\\\omega _{z}&0&-\omega _{x}\\-\omega _{y}&\omega _{x}&0\end{pmatrix}},\quad [{\vec {\omega }}\otimes {\vec {\omega }}]={\begin{pmatrix}\omega _{x}^{2}&\omega _{x}\omega _{y}&\omega _{x}\omega _{z}\\\omega _{x}\omega _{y}&\omega _{y}^{2}&\omega _{y}\omega _{z}\\\omega _{x}\omega _{z}&\omega _{y}\omega _{z}&\omega _{z}^{2}\end{pmatrix}}};
of ook
{\displaystyle R=I+\sin \phi \ [{\vec {\omega }}\times ]+(1-\cos \phi )\ [{\vec {\omega }}\times ]^{2}}.

### Samenstellen van rotatiematrices
Als de rotaties zijn gegeven in de vorm van matrices, is de samengestelde rotatie eenvoudig te berekenen als het product van de beide matrices. Bijvoorbeeld, als {\displaystyle R_{1}} een rotatie van 60° om de z-as is, en {\displaystyle R_{2}} een rotatie van −90° om de x-as, dan is de samenstelling
{\displaystyle R_{2}R_{1}={\begin{pmatrix}1&0&0\\0&0&1\\0&-1&0\end{pmatrix}}{\begin{pmatrix}1/2&-{\sqrt {3}}/2&0\\{\sqrt {3}}/2&1/2&0\\0&0&1\end{pmatrix}}={\begin{pmatrix}1/2&-{\sqrt {3}}/2&0\\0&0&1\\-{\sqrt {3}}/2&-1/2&0\end{pmatrix}}}
Merk op dat
{\displaystyle R_{1}R_{2}={\begin{pmatrix}1/2&-{\sqrt {3}}/2&0\\{\sqrt {3}}/2&1/2&0\\0&0&1\end{pmatrix}}{\begin{pmatrix}1&0&0\\0&0&1\\0&-1&0\end{pmatrix}}={\begin{pmatrix}1/2&0&-{\sqrt {3}}/2\\{\sqrt {3}}/2&0&1/2\\0&-1&0\end{pmatrix}}\neq R_{2}R_{1}}

## Hoeken van Euler
In de luchtvaart en ruimtevaart worden rotaties soms gegeven door middel van de hoeken van Euler. Deze beschrijven de rotatie als een samenstelling van drie rotaties om coördinaatassen. Verschillende combinaties van assen zijn mogelijk. Een ervan is de zogeheten z-x'-z"-conventie, waarbij eerst een draaiing om de z-as plaatsvindt over de eerste eulerhoek, dan een draaiing om x', de inmiddels gedraaide x-as, over de tweede eulerhoek, en tot slot om z", de gedraaide z-as, over de derde eulerhoek.

## Euler-Rodrigues-parameters
Euler-Rodrigues-parameters zijn vier getallen {\displaystyle a,b,c,d} waarmee een  driedimensionale rotatie {\displaystyle ({\vec {\omega }},\varphi )} kan worden beschreven. Voor de parameters geldt:
{\displaystyle a^{2}+b^{2}+c^{2}+d^{2}=1}
Het verband met de rotatie {\displaystyle ({\vec {\omega }},\varphi )} is:
{\displaystyle {\begin{aligned}a&=\cos {\tfrac {1}{2}}\varphi \\b&=\omega _{x}\ \sin {\tfrac {1}{2}}\varphi \\c&=\omega _{y}\ \sin {\tfrac {1}{2}}\varphi \\d&=\omega _{z}\ \sin {\tfrac {1}{2}}\varphi \end{aligned}}}
De parameter {\displaystyle a} wordt wel de 'scalaire' parameter genoemd, en {\displaystyle {\vec {e}}=(b,c,d)} de 'vector'-parameter.
Euler-Rodrigues-parameters geven wel een continue parametrisering van de rotatiegroep; de parameters zijn uniek op het teken na. Met andere woorden, {\displaystyle (a,b,c,d)} en {\displaystyle (-a,-b,-c,-d)} beschrijven dezelfde rotatie.
De triviale rotatie wordt beschreven als {\displaystyle (\pm 1,0,0,0)}. De inverse van een rotatie kan worden berekend door het vector-deel te inverteren: {\displaystyle (a,-b,-c,-d)}.
Toepassing van een rotatie op een vector heeft nu de volgende vorm:
{\displaystyle {\vec {x}}'={\vec {x}}+2a({\vec {e}}\times {\vec {x}})+2({\vec {e}}\times ({\vec {e}}\times {\vec {x}}))};
de bijbehorende matrix is
{\displaystyle {\begin{pmatrix}a^{2}+b^{2}-c^{2}-d^{2}&2(bc-ad)&2(bd+ac)\\2(bc+ad)&a^{2}+c^{2}-b^{2}-d^{2}&2(cd-ab)\\2(bd-ac)&2(cd+ab)&a^{2}+d^{2}-b^{2}-c^{2}\end{pmatrix}}}.

### Samenstelling van rotaties
Als {\displaystyle (a_{1},b_{1},c_{1},d_{1})} en {\displaystyle (a_{2},b_{2},c_{2},d_{2})} de Euler-Rodrigues-parameters zijn van twee rotaties, kan de samengestelde rotatie worden berekend via:
{\displaystyle {\begin{aligned}a&=a_{1}a_{2}-b_{1}b_{2}-c_{1}c_{2}-d_{1}d_{2};\\b&=a_{1}b_{2}+b_{1}a_{2}-c_{1}d_{2}+d_{1}c_{2};\\c&=a_{1}c_{2}+c_{1}a_{2}-d_{1}b_{2}+b_{1}d_{2};\\d&=a_{1}d_{2}+d_{1}a_{2}-b_{1}c_{2}+c_{1}b_{2}.\end{aligned}}}

### Relatie met quaternionen
Bovenstaande vergelijkingen voor het samenstellen van Euler-Rodrigues-parameters zijn identiek aan de vergelijkingen voor het vermenigvuldigen van quaternionen. Een rotatie kan daarom worden beschreven als een quaternion van lengte 1:
{\displaystyle q=a+bi+cj+dk,\qquad \left\|q\right\|^{2}=a^{2}+b^{2}+c^{2}+d^{2}=1}.
Het reële deel van de quaternion is de scalaire parameter {\displaystyle a}; het imaginaire deel is de vector-parameter {\displaystyle (b,c,d)}.
Opnieuw geldt dat {\displaystyle -q} dezelfde rotatie beschrijft als {\displaystyle q}.

### Relatie met spinoren
De Euler-Rodrigues-parameters kunnen ook worden vertaald naar een tweedimensionale, complexe, unitaire matrix:
{\displaystyle U={\begin{pmatrix}\ \ \,a+di&b+ci\\-b+ci&a-di\end{pmatrix}}}.
Men kan dit beschouwen als de som
{\displaystyle {\begin{aligned}U&=a\ {\begin{pmatrix}1&0\\0&1\end{pmatrix}}+b\ {\begin{pmatrix}0&1\\-1&0\end{pmatrix}}+c\ {\begin{pmatrix}0&i\\i&0\end{pmatrix}}+d\ {\begin{pmatrix}i&0\\0&-i\end{pmatrix}}\\&=a\,I+b\,\sigma _{x}+c\,\sigma _{y}+d\,\sigma _{z},\end{aligned}}}
waar {\displaystyle \sigma _{i}} de Pauli-spinmatrices zijn. De Euler-Rodrigues-parameters beschrijven dus de coëfficiënten van de representatie van een rotatie in de spinorgroep SU(2).

## Oneigenlijke rotaties
Een oneigenlijke rotatie is een isometrie met een dekpunt die de oriëntatie van de ruimte omkeert. In de driedimensionale ruimte kan elke oneigenlijke rotatie worden beschreven als de spiegeling in een vlak.
De matrixrepresentatie van een oneigenlijke rotatie heeft een determinant gelijk aan −1, terwijl een eigenlijke rotatie een determinant van +1 heeft.